# Pidurutalagala
O Pidurutalagala (também conhecido como Monte Pedro) é a montanha mais alta do Sri Lanka. Fica perto da cidade de Nuwara Eliya. Atinge os 2524 m (8281 pés) de altitude no topo. O pico fica numa zona militar fechada ao público, pelo que não é visitável.